# Dryopia
Dryopia było to plemię w Starożytnej Grecji.
Według Herodota żyli oni kiedyś w miejscu zwanym Dryopia, później znana jako Doris (Grecja). Zostali wyparci przez Malianów (i prawdopodobnie przez Heraklesa), niektórzy uciekli do Ermioni. Niektórzy również doszli do Styrii (na Eubeii) oraz Kynthos i Asine (Mesenia)